# Olga Modrachová
Olga Modrachová (verheiratete Davidová; * 9. Mai 1930 in Prag; † 30. Januar 1995 in Brünn) war eine tschechoslowakische Hochspringerin, Fünfkämpferin, Weitspringerin, Sprinterin und Hürdenläuferin.
1947 gewann sie bei den Weltfestspielen der Jugend und Studenten Silber im Hochsprung und Bronze im Weitsprung.
Bei den Europameisterschaften 1950 in Brüssel und bei den Weltfestspielen der Jugend und Studenten 1951 holte sie Bronze im Fünfkampf. 1952 wurde sie bei den Olympischen Spielen in Helsinki Fünfte im Hochsprung.
Einer Silbermedaille im Hochsprung bei den Weltfestspielen der Jugend und Studenten 1953 folgte bei den Europameisterschaften 1954 in Bern Bronze im Hochsprung und ein neunter Platz im Fünfkampf. Im Hochsprung gewann sie bei den Weltfestspielen der Jugend und Studenten 1955 erneut Silber und wurde bei den Olympischen Spielen 1956 in Melbourne Zehnte.
Bei den Europameisterschaften 1958 in Stockholm wurde sie Fünfte im Fünfkampf.
Zwölfmal wurde sie Tschechoslowakische Meisterin im Hochsprung (1949–1960), siebenmal im Fünfkampf (1949–1951, 1954, 1955, 1957, 1958), dreimal über 200 Meter (1950–1952), je zweimal über 100 Meter (1951, 1952) und 80 Meter Hürden (1950, 1951) sowie einmal im Weitsprung (1955).
Sie war mit dem Sprinter Jiří David verheiratet.

## Persönliche Bestleistungen
- Hochsprung: 1,69 m, 14. September 1955, Prag
- Fünfkampf: 4484 Punkte, 21. August 1958, Stockholm